# Frans Smissaert

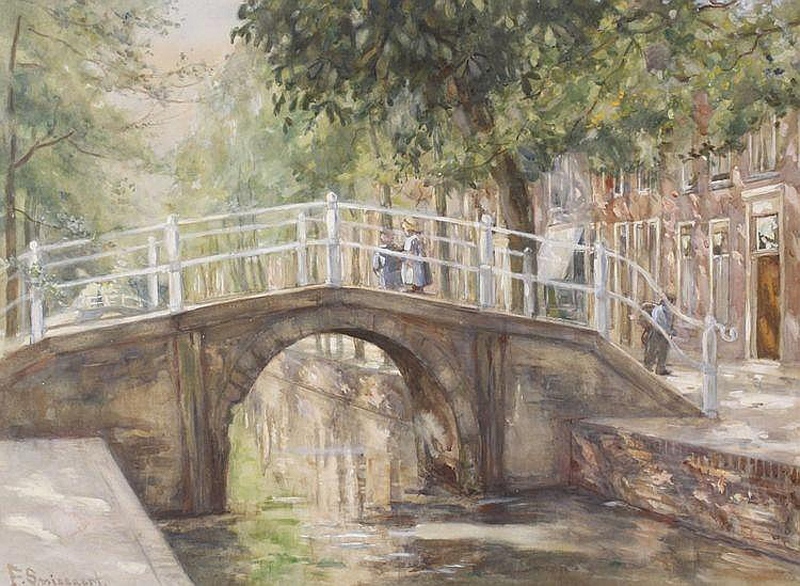
Brücke über dem Stadtkanal, um 1900

Frans Alexander Evert Lodewijk Smissaert (* 28. August 1862 in Den Haag; † 16. Dezember 1944 in Laren (Noord-Holland)) war ein niederländischer Landschaftsmaler und Zeichner.
Er war ein Sohn von Marinus Paulus Smissaert (1825–1900) und Elisabeth Françoise Sophia van Rappard (1826–1904).
Smissaert hatte bereits mit 12 Jahren Zeichenunterricht bei Fridolin Becker. Er malte viele Jahre lang ohne akademische Bildung. Smissaert zog oft um, er arbeitete viel zwischen 1887 und 1898 in Den Haag und Utrecht.
1898 heiratete er Wilhelmina Frederika Martini Buys (1871–1953), ab 1898 lebte er bis 1903 mit seiner Frau in Voorburg;  diese Ehe blieb kinderlos.
Er begann erst mit 38 Jahren zu studieren. Von 1900 bis 1902 besuchte er die Koninklijke Academie van Beeldende Kunsten in Den Haag, wo er von Frits Jansen unterrichtet wurde. Später wurde er fünf Jahre lang von Willem Roelofs unterrichtet, als er in Brüssel lebte. Er hatte auch regelmäßigen Kontakt mit Willem van Konijnenburg.
Zwischen 1903 und 1913 war er oft in Paris, wo er mit Eugène Burnand in Kontakt kam, der ihn ermutigte, religiöse Motive zu malen. 
1914 zog er in die Künstlerkolonie Laren, wo die Larener Schule bekannt war, und lernte dort Künstler wie Albert Neuhuys und Anton Mauve kennen. Sein Atelier befand sich in der Torenlaan 45 in der Villa „Le Grand Chaumière“. 
Smissaert war Mitglied von „Arti et Amicitiae“